# Тернопільський обласний комітет Комуністичної партії України
Тернопільський обласний комітет Комуністичної партії України — орган управління Тернопільською обласною партійною організацією КП України (1939–1991 роки). Тернопільська область утворена 27 листопада 1939 року. 

## Перші секретарі обласного комітету (обкому)
- 27 листопада 1939 — червень 1941 — Компанець Іван Данилович
- квітень 1944 — лютий 1948 — Компанець Іван Данилович
- лютий 1948 — 21 лютого 1951 — Дружинін Володимир Миколайович
- 21 лютого 1951 — 12 вересня 1952 — Профатілов Ілля Іванович
- 12 вересня 1952 — 12 червня 1968 — Шевчук Григорій Іванович
- 12 червня 1968 — 25 лютого 1983 — Ярковий Іван Мефодійович
- 25 лютого 1983 — 20 березня 1987 — Корнієнко Анатолій Іванович
- 20 березня 1987 — 11 серпня 1990 — Острожинський Валентин Євгенович
- 15 вересня 1990 — серпень 1991 — Бойко Іван Дмитрович

## Другі секретарі обласного комітету (обкому)
- 27 листопада 1939 — лютий 1940 — Слонь Михайло Варнайович
- лютий 1940 — червень 1941 — Дружинін Володимир Миколайович
- квітень 1944 — лютий 1948 — Дружинін Володимир Миколайович
- березень 1948 — вересень 1952 — Зозулєв Андрій Никифорович
- вересень 1952 — березень 1956 — Дебелий Олександр Петрович
- березень 1956 — травень 1958 — Лисенко Василь Васильович
- травень (затв. червень) 1958 — травень 1971 — Ілляш Іван Микитович
- травень 1971 — 1983 — Мелимука Юрій Миколайович
- 1983 — 15 вересня 1990 — Шемчук Віктор Миколайович
- 15 вересня 1990 — серпень 1991 — Миколюк Нестор Степанович

## Секретарі обласного комітету (обкому)
- 27 листопада 1939 — липень 1941 — Бєлишев Іван Олексійович (3-й секретар)
- 27 листопада 1939 — липень 1941 — Приходько Андрій Григорович (по пропаганді)
- 27 листопада 1939 — липень 1941 — Крамар Назар Матвійович (по кадрах)
- 14 травня 1941 — липень 1941 — Свищенко Яків Харитонович (по промисловості)
- 14 травня 1941 — липень 1941 — Борохович Михайло Андрійович (по транспорту)
- березень 1944 — вересень 1945 — Зозулєв Андрій Никифорович (по кадрах)
- серпень 1944 — вересень 1945 — Мужицький Олександр Михайлович (3-й секретар)
- 1944 — листопад 1946 — Діденко Григорій Дем'янович (по пропаганді)
- вересень 1945 — жовтень 1946 — Загуменний Олександр Миколайович (по кадрах)
- вересень 1945 — березень 1948 — Зозулєв Андрій Никифорович (3-й секретар)
- жовтень 1946 — 21 грудня 1950 — Борохович Михайло Андрійович (по кадрах)
- листопад 1946 — листопад 1949 — Приходько Андрій Григорович (по пропаганді)
- березень 1948 — вересень 1949 — Дебелий Олександр Петрович (3-й секретар)
- вересень 1949 — вересень 1952 — Загуменний Олександр Миколайович
- затв. листопад 1949 — вересень 1952 — Богородченко Іван Костянтинович (по пропаганді)
- лютий 1951 — вересень 1952 — Ічанський Яків Іванович
- вересень 1952 — 5 лютого 1963 — Петрик Микита Олексійович (по ідеології)
- липень 1954 — листопад 1963 — Данік Михайло Андрійович (по промисловості)
- затв. грудень 1954 — 1955 — Рябик Іван Ілліч
- затв. листопад 1955 — березень 1956 — Лисенко Василь Васильович (по сільському господарству)
- березень 1956 — 5 лютого 1963 — Яцюта Павло Тарасович (по сільському господарству)
- 5 лютого 1963 — 1966 — Яцюта Павло Тарасович (парт-держ. контроль)
- 20 листопада 1963 — 12 червня 1968 — Ярковий Іван Мефодійович
- 26 січня 1965 — травень 1972 — Данік Михайло Андрійович
- 12 червня 1968 — 4 листопада 1988 — Семенов Юрій Володимирович (по сільському господарству)
- лютий 1971 — 10 січня 1984 — Нечай Степан Павлович (по ідеології)
- травень 1972 — 1981 — Корнієнко Іван Григорович (по промисловості)
- 1981 — 11 січня 1986 — Соколов Михайло Васильович (по промисловості)
- 21 січня 1984 — 9 вересня 1989 — Бабій Михайло Юхимович (по ідеології)
- 11 січня 1986 — квітень 1989 — Єрмакова Валентина Іванівна
- 4 листопада 1988 — 1990 — Половинко Іван Кузьмич (по сільському господарству)
- квітень 1989 — 15 вересня 1990 — Миколюк Нестор Степанович
- 9 вересня 1989 — 15 вересня 1990 — Ониськів Михайло Михайлович (по ідеології)
- 15 вересня 1990 — 1991 — Бородій Олег Олексійович
- 15 вересня 1990 — 1991 — Сухий Ярослав Михайлович (по ідеології)

## Заступники секретарів обласного комітету (обкому)
- травень 1944 — листопад 1946 — Семенов Григорій Олексійович (заст. секретаря обкому по промисловості)
- травень 1944 — вересень 1945 — Загуменний Олександр Миколайович (заст. секретаря обкому по транспорту)
- затверджений березень 1946 — листопад 1948 — Бєсов П.І. (заст. секретаря обкому по будівництву і будівельних матеріалах)
- 1946 — 1948 — Скарлато Михайло Якович (заст. секретаря обкому по транспорту, заст. секретаря обкому по промисловості і транспорту)
- березень (затв. у червні) 1946 — жовтень 1946 — Борохович Михайло Андрійович (заст. секретаря обкому по транспорту)
- затверджений листопад 1946 — листопад 1948 — Семенов Григорій Олексійович (заст. секретаря обкому по торгівлі і громадському харчуванню)
- січень 1947 — листопад 1948 — Мартиросян Левон Христофорович (заст. секретаря обкому по транспорту)
- 1948 — Герасименко В. (заст. секретаря обкому по промисловості)